# Tông Bông tai
Tông Bông tai (danh pháp khoa học: Asclepiadeae) là một tông thực vật có hoa trong phân họ Asclepiadoideae của họ Apocynaceae.

## Phân loại
Tông này gồm 87 chi, chia ra thành các phân tông như sau:
- Asclepiadinae: 25 chi.
- Astephaninae: 3 chi.
- Cynanchinae: 13 chi.
- Diplolepinae: 1 chi (Diplolepis).
- Gonolobinae: 17 chi.
- Metastelmatinae: 13 chi.
- Orthosiinae: 4 chi.
- Oxypetalinae: 7 chi.
- Pentacyphinae: 1 chi (Pentacyphus).
- Tassadiinae: 1 chi (Tassadia).
- Tylophorinae: 4 chi.